# Januário Cicco
Januário Cicco là một đô thị thuộc bang Rio Grande do Norte, Brasil. Đô thị này có diện tích 187,211 km², dân số năm 2007 là 8447 người, mật độ 45,1 người/km².